# Spitzberg, Gackenberg und Tongruben von Hintermeilingen
Spitzberg, Gackenberg und Tongruben von Hintermeilingen este o arie protejată (arie specială de conservare — SAC, sit de importanță comunitară — SCI) din Germania întinsă pe o suprafață de 154,36 ha, integral pe uscat.

## Localizare
Centrul sitului Spitzberg, Gackenberg und Tongruben von Hintermeilingen este situat la coordonatele 50°29′02″N 8°06′50″E / 50.4839°N 8.1139°E.

## Înființare
Situl Spitzberg, Gackenberg und Tongruben von Hintermeilingen a fost declarat sit de importanță comunitară în iulie 2001 pentru a proteja 3 specii de animale. Situl a fost protejat și ca arie specială de conservare în martie 2008.

## Biodiversitate
Situată în ecoregiunea continentală, aria protejată conține 2 habitate naturale: Lacuri eutrofice naturale cu vegetație de tip Magnopotamion sau Hydrocharition, Păduri de fag Asperulo-Fagetum.
La baza desemnării sitului se află mai multe specii protejate:
- amfibieni (1): triton cu creastă (Triturus cristatus)
- mamifere (2): liliac cu urechi mari (Myotis bechsteinii), liliac comun (Myotis myotis)

Pe lângă speciile protejate, pe teritoriul sitului au mai fost identificate 2 specii de amfibieni, 7 specii de mamifere.